# Diferencias eclesiásticas entre la Iglesia católica y la Iglesia ortodoxa
Para las diferencias teológicas entre ambas iglesias, véase Diferencias teológicas entre la Iglesia católica y la Iglesia ortodoxa oriental

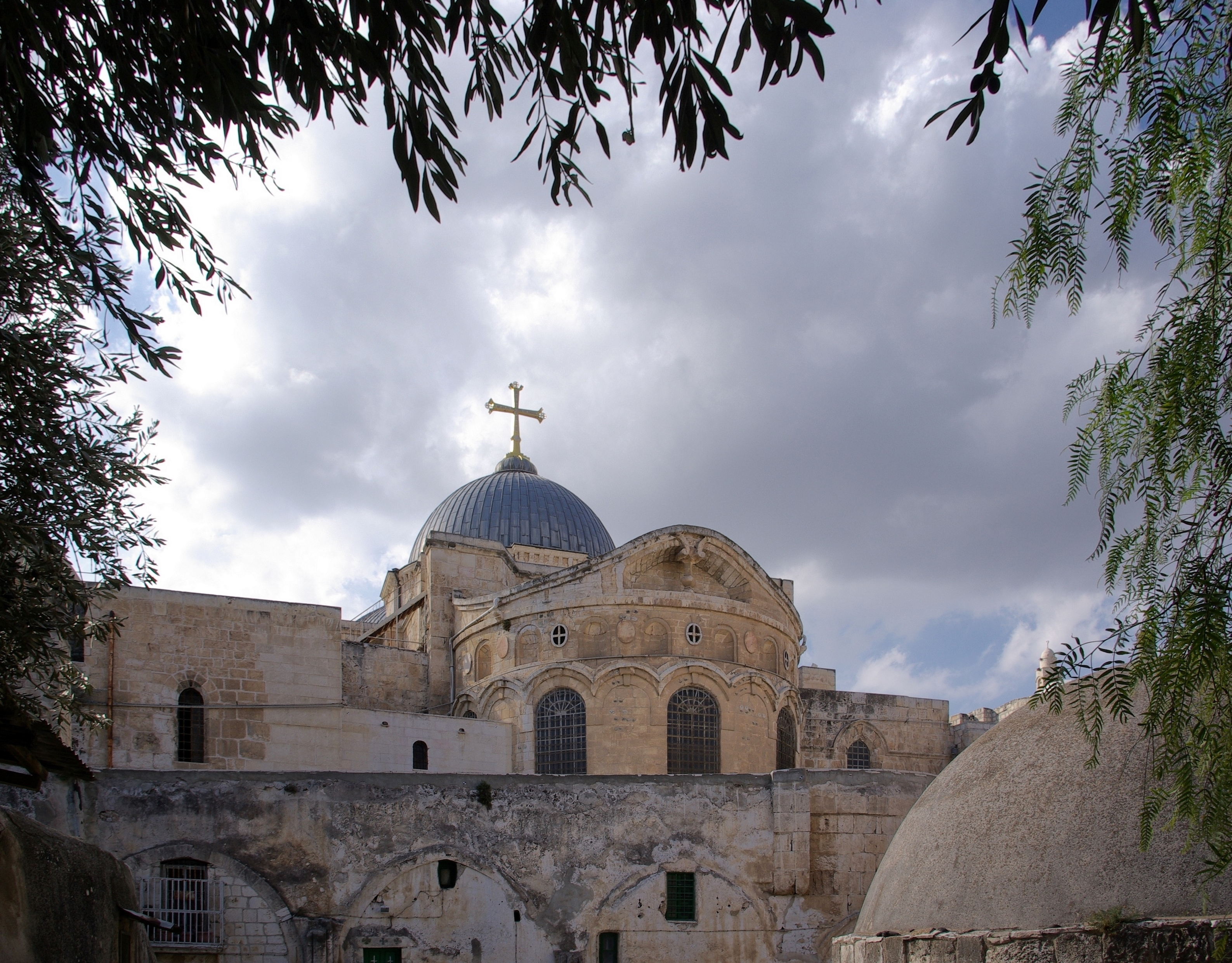
La Iglesia del Santo Sepulcro en Jerusalén - un centro de peregrinación compartido y disputado durante mucho tiempo entre la Católica, la Ortodoxia bizantina y las Iglesias ortodoxas orientales.

Existen varias diferencias en las estructuras organizativas y de gobierno de la Iglesia católica y la Iglesia ortodoxa. Éstas se distinguen de las diferencias teológicas, que son diferencias en dogma y doctrina. Una serie de desacuerdos sobre cuestiones de Eclesiología se desarrollaron lentamente entre la Cristiandad occidental y la Cristiandad oriental de la Religión estatal del Imperio romano centrada en las ciudades de Roma (considerada "caída" en 476) y Nueva Roma/Constantinopla (también considerada "caída" en 1453) respectivamente. Las disputas fueron un factor importante en el Cisma de Oriente formal entre el papa León IX y el patriarca Miguel I Cerulario en 1054 y, en gran medida, siguen sin resolverse entre las iglesias en la actualidad.

## Autoridad papal

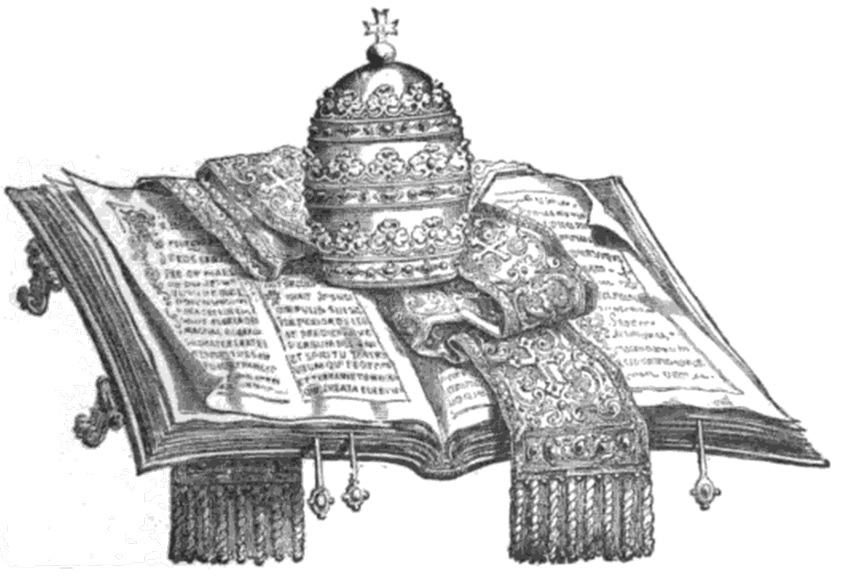
Ilustración de 1881 sobre la infalibilidad papal

Muchas de las cuestiones que actualmente separan a las dos iglesias son eclesiásticas. El principal de ellos es el contenido de la primacía papal dentro de cualquier futura iglesia unificada. Los ortodoxos insisten en que debe ser una "primacía de honor", como en la Iglesia antigua, y no una "primacía de autoridad", mientras que la Iglesia católica considera que el papel del pontífice requiere para su ejercicio poder y autoridad cuya forma exacta está abierta a discusión con otros cristianos.
La declaración de Rávena de 2007 reafirmó estas creencias y reafirmó la noción de que el obispo de Roma es efectivamente el protos ("primero" en griego), aunque en el futuro se debatirá sobre el ejercicio eclesiástico concreto de la primacía papal. Jerarcas de la Iglesia Rusa han condenado el documento y reafirman que la autoridad papal, tal y como se sostiene en Occidente, no es históricamente válida. La visión ortodoxa del Papado sería Primus inter pares sin poder de jurisdicción.

## Territorio canónico
Un territorio canónico es una zona geográfica considerada como propia de un patriarcado o de una Iglesia autocéfala. El concepto se encuentra no sólo en la Iglesia ortodoxa oriental, sino también en la Iglesia católica, y se menciona ampliamente en el Código de Cánones de las Iglesias Orientales.
La cuestión del territorio canónico ha resultado ser un importante punto de disputa en Rusia, oponiéndose el Patriarcado de Moscú por un lado a la influencia del Patriarca de Constantinopla en Ucrania, y por otro a la percibida influencia católica dentro de la propia Rusia.

## Economía eclesiológica
Un punto importante de diferencia es con el estilo de gobierno eclesiástico. La Iglesia Ortodoxa siempre ha mantenido la posición de colegialidad de los obispos. La Iglesia Ortodoxa también ha hecho hincapié en la 'economía', ("manejo" o "disposición" o "administración" de una cosa, o más literalmente "mantenimiento", por lo general asumiendo o implicando un manejo bueno o prudente) o una cierta flexibilidad en las normas dependiendo de las exigencias de una situación particular. La estructura administrativa de la Iglesia ortodoxa se aproxima más a una confederación en cuanto a estructura, sin que la centralización funcione como una constante.
En los sínodos de la Iglesia ortodoxa se reúnen las máximas autoridades de cada comunidad eclesiástica. A diferencia del Papa en la Iglesia católica, ninguna persona o figura central tiene la última palabra absoluta (e "infalible") sobre la doctrina y la administración eclesiástica. En la práctica, esto ha provocado a veces divisiones entre las iglesias ortodoxas griega, rusa, búlgara y ucraniana, ya que ninguna autoridad central puede servir de punto de encuentro para las diversas disputas internas.
Sin embargo, en contraste con la imagen presentada por el poeta religioso ruso Aleksey Khomyakov más de un siglo antes, el Concilio Vaticano II de la Iglesia católica reafirmó la importancia de la colegialidad, aclarando que "la autoridad primordial es inseparable de la colegialidad y la sinodalidad" y que "el obispo de Roma es un hermano entre hermanos que son sacramentalmente todos iguales en el episcopado.

## Rechazo de las Iglesias católicas orientales
En una reunión celebrada en el Monasterio de Nuestra Señora de Balamand, Líbano en junio de 1993, la Comisión Internacional Conjunta para el Diálogo Teológico entre la Iglesia Católica y la Iglesia Ortodoxa declaró que estas iniciativas que "condujeron a la unión de ciertas comunidades con la Sede de Roma y trajeron consigo, como consecuencia, la ruptura de la comunión con sus Iglesias Madres de Oriente . ... tuvieron lugar no sin la interferencia de intereses extraeclesiales"; y que:
- Lo que se ha llamado "uniatismo"[13][14][15] aunque fue utilizado por algunos católicos latinos y orientales antes del Concilio Vaticano II de 1962-1965. {{efn|El término fue utilizado por la Santa Sede, por ejemplo, por el Papa Benedicto XIV en Ex quo primum.[16] La Enciclopedia Católica utilizaba sistemáticamente el término Uniat para referirse a los católicos orientales, afirmando: "La 'Iglesia Uniat' es, por tanto, realmente sinónimo de 'Iglesias orientales unidas a Roma', y 'Uniats' es sinónimo de 'Cristianos orientales unidos a Roma'.[17] Los documentos católicos oficiales ya no utilizan el término debido a sus connotaciones negativas percibidas.[18] "ya no puede aceptarse ni como método a seguir ni como modelo de la unidad que buscan nuestras Iglesias".[19]

Al mismo tiempo, la Comisión declaró
- Con respecto a las Iglesias Católicas Orientales, está claro que, como parte de la Comunión Católica, tienen derecho a existir y a actuar en respuesta a las necesidades espirituales de sus fieles.
- Las Iglesias orientales católicas que han querido restablecer la plena comunión con la Sede de Roma y han permanecido fieles a ella, tienen los derechos y las obligaciones que se derivan de esta comunión.

## Sucesión apostólica y sacramentos
Algunas Iglesias ortodoxas no exigen el bautismo en el caso de un converso ya bautizado en la Iglesia católica. La mayoría de las Iglesias ortodoxas permiten los matrimonios entre miembros de la Iglesia católica y de la Iglesia ortodoxa. Por ejemplo, la Iglesia ortodoxa de Grecia permitiría a un hombre ortodoxo casarse con una novia católica en su iglesia, siempre que la esposa prometa que los niños serán bautizados ortodoxos.[cita requerida]
Debido a que la Iglesia católica respeta su celebración de la Misa como un verdadero sacramento, la intercomunión con los ortodoxos orientales en "circunstancias adecuadas y con la autoridad de la Iglesia" es posible y alentada.>
La Iglesia católica permite a su clero administrar los sacramentos de la Penitencia, la Eucaristía y la Unción de los enfermos a los miembros de la Iglesia ortodoxa oriental, si éstos piden espontáneamente los sacramentos y están debidamente dispuestos. También permite a los católicos que no pueden acercarse a un ministro católico recibir estos tres sacramentos de clérigos de la Iglesia Ortodoxa Oriental, siempre que la necesidad lo requiera o una verdadera ventaja espiritual lo recomiende, y siempre que se evite el peligro de error o indiferentismo. El derecho canónico católico permite el matrimonio entre un católico y un ortodoxo sólo si se obtiene el permiso del obispo católico.
El Código de Cánones de las Iglesias Orientales autoriza al obispo católico local a permitir que un sacerdote católico, de cualquier rito, bendiga el matrimonio de los fieles ortodoxos que, no pudiendo dirigirse sin gran dificultad a un sacerdote de su propia Iglesia, lo soliciten espontáneamente. En circunstancias excepcionales, los católicos pueden, en ausencia de un sacerdote autorizado, contraer matrimonio ante testigos. Si está disponible un sacerdote que no está autorizado para la celebración del matrimonio, debe ser llamado, aunque el matrimonio es válido incluso sin su presencia. El Código de Cánones de las Iglesias Orientales especifica que, en esas circunstancias excepcionales, incluso un sacerdote "no católico" (y por lo tanto no necesariamente perteneciente a una Iglesia Oriental) puede ser llamado.